# For All We Know (1970)
For All We Know, sång från 1970 med musik av Fred Karlin och text av Robb Wilson och Arthur James. Den skrevs till filmen Älskare och andra skojare och vann en Oscar för bästa sång vid Oscarsgalan 1971. Larry Meredith uppförde sången i filmen, men den blev mer känd när The Carpenters gjorde en cover på den.

## Inspelad av
- Joey Albert
- John Arpin
- Shirley Bassey
- Bruno Bertone Orchestra
- Carol Burnett
- The Carpenters
- Vikki Carr
- Petula Clark
- Richard Clayderman
- Perry Como
- Sammy Davis Jr.
- Nicki French
- Astrud Gilberto
- Stephane Grappelli
- Fred Karlin
- Rolf Kuhn
- Craig LaForest
- Norma Lewis
- London Pops Orchestra
- Johnny Mathis
- Joe McBride
- Matt Monro
- Tony Mottola
- Peter Nero
- Emile Pandolfi
- George Shearing
- Spectrum
- Mary Stallings
- The Starlite Orchestra
- Starsound Orchestra
- Synthesizer Rock Orchestra
- Jerry Vale
- Billy Vaughn
- Dionne Warwick
- Andy Williams
- Gary Wilson